# Schlingpflanze

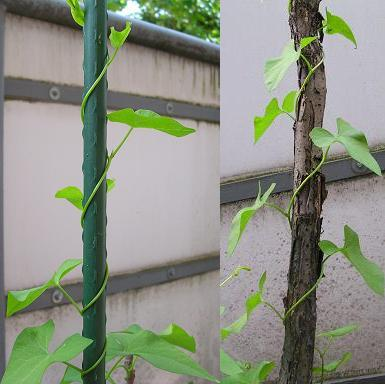
Echte Zaunwinde, von oben betrachtet linkswindend, rechtsgängige Helix

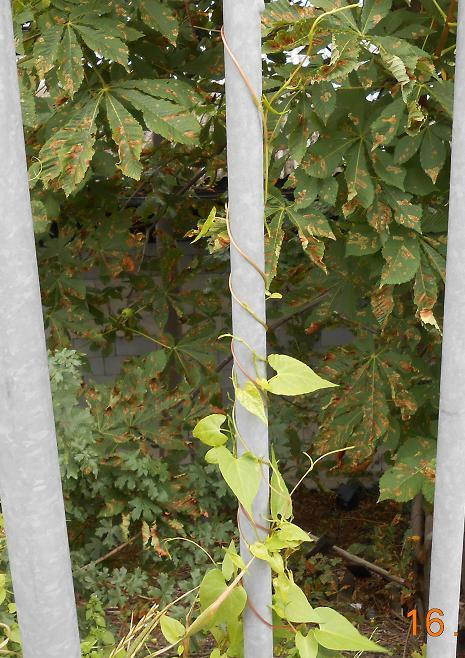
Gemeine Schmerwurz, von oben betrachtet rechtswindend, linksgängige Helix

Eine Schlingpflanze – auch Winder oder Windepflanze genannt – ist eine Kletterpflanze, die mit Hilfe ihres windenden Sprosses an einer Stütze klettert. Ihre natürlichen Stützen sind andere Pflanzen, bevorzugt Gräser und schlanke aufstrebende Gehölze, aber auch herabhängende Kletterpflanzen, bzw. Lianen. Das Schlingen bzw. Winden ist eine von vier Kletterformen bzw. Kletterstrategien, die Pflanzen Höhenwachstum ermöglichen, ohne dafür ausreichend tragfähige Stängel oder Stämme zu entwickeln.
Je nachdem in welcher Richtung sich die Pflanze um ihre Stütze schlingt, unterscheidet man Linkswinder und Rechtswinder. Nur sehr wenige Arten können zwischen linkswindend und rechtswindend hin und her wechseln. In der botanischen Fachliteratur herrscht traditionell keine Einigkeit darüber, welcher Typ als Linkswinder und welcher als Rechtswinder bezeichnet wird.
Folgende Definitionen existieren:

## Betrachtungsweise in Wuchsrichtung
Diese Definition basiert auf der Betrachtung der Schraubbewegung in Richtung des wachsenden Sprosses. Sie wird vor allem in älteren Florenwerken verwendet.
Linkswinder oder linkswindend sind nach dieser Definition jene sich windenden Kletterpflanzen, deren Sprossspitze, von oben aus gesehen, gegen den Uhrzeigersinn um eine Kletterstange kreist, also eine Schraube mit Rechtsgewinde erzeugt. Die Sprossspitze selbst beschreibt also beim Wachsen Linkskurven. Die Echte Zaunwinde und die Stangenbohne sind nach dieser Definition Linkswinder. Nach der Gartenbohne werden sie auch „bohnisch“ genannt. Die Linkswinder nach dieser Definition entsprechen den Rechtswindern der modernen Definition, und umgekehrt.
Rechtswinder oder rechtswindend sind jene windenden Kletterpflanzen, deren Sprossspitze, von oben aus gesehen, im Uhrzeigersinn um eine Stütze kreist. Durch ihr Wachstum entsteht auf diese Weise eine linksgängige Helix oder Schraube. Die Sprossspitze selbst beschreibt also beim Wachsen Rechtskurven. Nach dem Hopfen werden sie auch „hopfisch“ genannt. Die Schmerwurz und der Hopfen sind nach dieser Definition Rechtswinder.

## Naturwissenschaftlich-technische Betrachtungsweise
Diese Definition folgt dem allgemeinen naturwissenschaftlich-technischen Gebrauch. Sie beruht auf der Betrachtung der Sprossspitze von oben.
Rechtswinder oder Rechtsschraubenwinder bilden demnach eine Rechtsschraube (d. h. eine Schraube mit Rechtsgewinde).
Linkswinder oder Linksschraubenwinder bilden demnach eine Linksschraube (d. h. eine Schraube mit Linksgewinde).
Im mathematischen Teilgebiet der Differentialgeometrie nennt man, insbesondere in der älteren Literatur, Raumkurven weinwendig bzw. hopfenwendig, wenn sich die Windungsrichtung der Kurven wie die Ranken von Wein bzw. die windenden Sprossachsen vom Hopfen verhalten. Die Ranken von Weinreben haben allerdings keinen festgelegten Schraubungssinn. Sobald sie Halt gefasst haben, entwickelt sich bei ihnen – notwendigerweise – ungefähr in ihrer Mitte sogar ein „Umkehrpunkt“.
Verschiedentlich findet sich die Behauptung, die Artenzahl von Rechtsschraubenwindern sei höher als jene von Linksschraubenwindern. Ob dies tatsächlich für die weltweit sehr vielen verschiedenen Arten windender Gewächse und Lianen gilt, wäre allerdings noch zu erforschen; insbesondere wie oft ein Links- oder Rechtswinden unabhängig voneinander „erfunden“ wurde. So müssten z. B. all die vielen rechtswindenden Dioscorea-Arten als 1 Fall gezählt werden.
Die Drehung der Triebspitze um eine vorhandene oder auch imaginäre vertikale Achse entsteht i. d. R. durch unterschiedliches Längenwachstum der Zellen auf zwei gegenüber liegenden Triebseiten. Die relative Längendifferenz beider Seiten der Triebe, bzw. auf der  Innen und der Außenseite ist konstant. Das führt dazu, dass die Windebewegung jeder schlingenden Art unter verschiedenen Wuchsbedingungen mit der gleichen Geschwindigkeit erfolgt. Eine vollständige Drehung der Triebspitze dauert je nach Art wenige  Stunden bis etwa einen halben Tag. Aus dem Längenwachstum der Triebe innerhalb dieses Zeitraumes ergibt sich eine Steigung der Windung, entsprechend der Wachstumsbedingungen. Verschlechtern sich diese, z. B. aufgrund Trockenheit oder Kälte (Herbst), nimmt die Steigung ab – die Umwindungen werden sichtbar enger.
Schlingpflanzen werden aufgrund ihrer Kletterform bevorzugt für Fassadenbegrünungen vorgesehen, die eine vorwiegend horizontale Ausbreitung haben sollen.